# NGC 4612
NGC 4612 (również PGC 42574 lub UGC 7850) – galaktyka soczewkowata (SB0), znajdująca się w gwiazdozbiorze Panny. Odkrył ją William Herschel 23 stycznia 1784 roku. Należy do Gromady w Pannie.